# Willem Janssen
Willem Janssen (* 4. července 1986, Nijmegen, Nizozemsko) je nizozemský fotbalový záložník, který působí v klubu FC Utrecht.

## Klubová kariéra
Profesionální kariéru zahájil v klubu VVV-Venlo v sezóně 2004/05. Poté prošel postupně kluby Roda JC, FC Twente a FC Utrecht.
Na začátku února 2022 dosáhl na hranici 400 zápasů v první nizozemské lize. Ve stejnou dobu ohlásil, že po dané sezóně ukončí kariéru.

## Reprezentační kariéra
Janssen se objevil v roce 2008 i v nizozemské reprezentaci do 21 let (zvané Jong Oranje).